# Mini Hatch
Mini Hatch — базовая модель автомобильной марки MINI, впервые зарегистрированной в Великобритании в 1959 году, а с 1994 года принадлежащей концерну BMW. С 2001 года после модернизации производственных площадей выпускалась в совершенно обновлённой версии, дизайн которой стилистически основан на классическом «культовом автомобиле 1960-х годов». Главный конструктор Фрэнк Стефенсон называет свои работы не проектированием в стиле ретро, а «эволюцией оригинала».

## Разработка
Руководители Rover Group осознавали необходимость разработки замены классического Mini ещё в начале 1990-х годов: его двигатели не соответствовали вновь вводимым ЕС нормам допустимых выбросов, пассивная безопасность не удовлетворяла растущим требованиям покупателей — в старом кузове подушки безопасности разместить невозможно. Группе дизайнеров было поручено начать разработку нового автомобиля. Но когда стали появляться первые проекты, Rover Group стала собственностью BMW, и конструкторам пришлось согласовывать результаты работы уже с новым руководством. И хотя публично оно полностью одобряло идеи британских инженеров, на практике имело абсолютно иные планы на проект, названный R59. В Мюнхене была создана дизайнерская группа, которой была поставлена задача разработать автомобиль столь же неординарный, как и детище Алека Иссигониса. Главное противоречие английской и немецкой групп состояло в том, что первые хотели создать современный экономичный автомобиль, а вторые — стильную спортивную машину. Для руководства BMW настал момент выбора, решение было принято 15 октября 1995 года, когда представители двух дизайнерских бюро встретились в Heritage Motor Centre для презентации своих предложений. Англичане выдвинули 3 концепции, немцы — 6. Наиболее точное соответствие духу Mini было установлено в разработках Дэвида Саддингтона (Rover Group) и Фрэнка Стефенсона (американца из команды BMW). Окончательное решение было вынесено спустя несколько месяцев в пользу последнего. Инженерное воплощение дизайнерских решений было поручено конструкторам Rover Group. В 1997 году появился первый концепт-кар под кодом ACV30, который был заявлен на ралли Монте-Карло. Другой концепт-кар — Rover Spiritual, был представлен на Женевском автосалоне. Работающая модель будущего автомобиля была представлена в том же году на Франкфуртском автосалоне. В июне 1999 года документация была передана в Мюнхен для окончательной доработки. MINI был официально представлен на Парижском автосалоне в 2000 году.

## Первое поколение

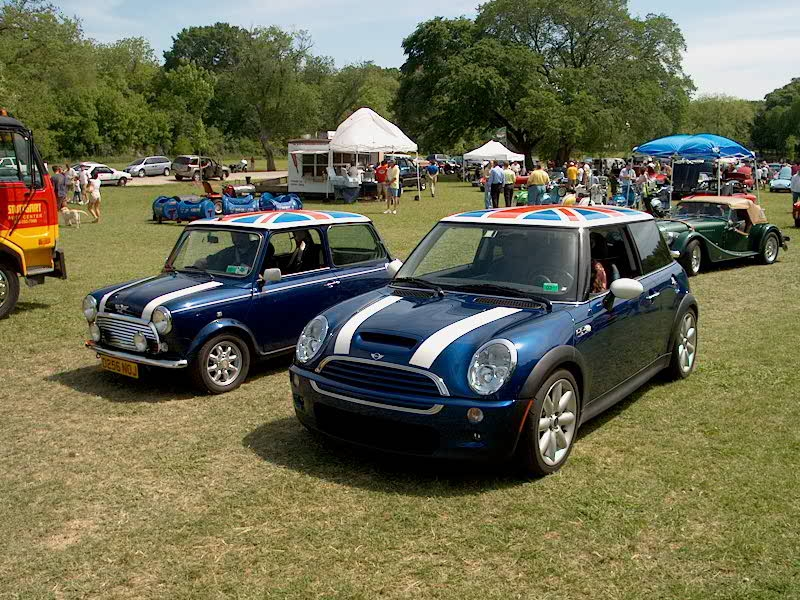
Классический Mini и MINI Cooper S 2000-х

Mini Hatch первого поколения выполнялись в базовой комплектации — Mini One с бензиновым двигателем 1,4 литра (что по результатам профессиональных тестов позволяет достигать абсолютно достаточных показателей мощности), Mini One/D с дизельным двигателем, и спортивных — Mini Cooper и Mini Cooper S (с нагнетателем).
Названия спортивных версий происходят от их классических аналогов, которые используют фамилию Джона Купера — конструктора команды Купер Формулы-1, переработавший в 1961 году первую версию Mini. Внешне модели имеют определённые различия, которые, при этом, не являются принципиально существенными. Обе спортивные версии оформлены бо́льшим количеством хромированных деталей, Cooper S оснащён сдвоенной выхлопной трубой и, соответственно, характерным для автомобилей с нагнетателем заборным устройством на капоте. Его салон оснащён спортивными сиденьями с дополнительными валиками боковой поддержки.
На рынке США и Австралии предложены в основном спортивные версии, так как жаркий климат требует наличие кондиционера, а менее мощные модификации не позволяют его полноценную эксплуатацию.

### Безопасность
Mini Hatch показало себя довольно неплохо в тесте Euro NCAP:
| Euro NCAP                                                 | Euro NCAP | Euro NCAP | Euro NCAP |
| --------------------------------------------------------- | --------- | --------- | --------- |
| Рейтинги                                                  | Пассажир  |           | 25        |
| Рейтинги                                                  | Пешеход   |           | 8         |
| Протестированная модель: Mini Hatch One 1,6 L, LHD (2002) |           |           |           |

## Второе поколение
В ноябре 2006 года BMW представила новый Mini Hatch второго поколения на модернизированной платформе, включающий многие, по утверждению создателей, стилистические и технические изменения. Первым и, вероятно, главным является использование двигателя Prince, разработанного совместно с инженерами PSA Peugeot Citroën на основе последних достижений энергосберегающих технологий. Первоначально он входил в комплектацию Mini Cooper и Mini Cooper S, с 2007 года — и Mini One. При этом, по утверждению экспертов специализированного британского журнала «Evo», тестировавших автомобиль, компании BMW удалось «всё поменять, оставив всё прежним. При этом Porsche, например, занимается этим уже 40 лет».

### Безопасность
Автомобиль прошел тест Euro NCAP в 2007 году:
| Euro NCAP                                                    | Euro NCAP | Euro NCAP | Euro NCAP |
| ------------------------------------------------------------ | --------- | --------- | --------- |
| Рейтинги                                                     | Пассажир  |           | 33        |
| Рейтинги                                                     | Ребёнок   |           | 29        |
| Рейтинги                                                     | Пешеход   |           | 14        |
| Протестированная модель: Mini Hatch Cooper 1,6 L, LHD (2007) |           |           |           |

Однако по методике JNCAP автомобиль получил только 3+ звезды:

### Интересные факты
- По существующей корпоративной легенде, когда Фрэнк Стефенсон готовился представить комиссии изготовленную из глины полноразмерную модель будущего автомобиля, он сообразил, что не оснастил её выхлопной трубой. Стефенсон взял пустую пивную банку, вырезал у неё верхнюю часть, ободрал краску и вставил в необходимое место. Модель была утверждена, и в серийное производство автомобили были запущены в строгом соответствии с дизайнерским решением. Позже схожесть выхлопной трубы с пивной банкой отмечалась неоднократно[11].

## Третье поколение
Третье поколение было представлено в ноябре 2013 года. Продажи начались в первой половине 2014 года. Линейка двигателей включает в себя три бензиновых (1,2 л. 102 л.с., 1,5 л. 136 л.с., 2,0 л. 192 л.с.) и два дизельных (1,5 л. 95/116 л.с., 2,0 л. 168 л.с.). Кроме 3-дверного хетчбэка также был представлен и 5-дверный хетчбэк, с увеличенной длиной и колёсной базой.